# S&P/ASX 200
Le S&P/ASX 200 est un indice boursier de la bourse d'Australie composé des 200 principales capitalisations boursières du pays.

## Composition
Au 5 mai 2011, l'indice  se composait des titres suivants:
| Code   | Société                               | Secteur                       |
| ------ | ------------------------------------- | ----------------------------- |
| APN AT | APN News & Media                      | Consommation cyclique         |
| ALL AT | Aristocrat Leisure                    | Consommation cyclique         |
| AUN AT | Austar United Communications          | Consommation cyclique         |
| BBG AT | Billabong International               | Consommation cyclique         |
| CWN AT | Crown (en)                            | Consommation cyclique         |
| DJS AT | David Jones                           | Consommation cyclique         |
| FXJ AT | Fairfax Media                         | Consommation cyclique         |
| FWD AT | Fleetwood                             | Consommation cyclique         |
| FLT AT | Flight Centre                         | Consommation cyclique         |
| GUD AT | GUD Holdings                          | Consommation cyclique         |
| HVN AT | Harvey Norman Holdings                | Consommation cyclique         |
| IVC AT | Invocare                              | Consommation cyclique         |
| JBH AT | JB Hi-Fi                              | Consommation cyclique         |
| MYR AT | Myer Holdings                         | Consommation cyclique         |
| NVT AT | Navitas                               | Consommation cyclique         |
| NWS AT | News Corp                             | Consommation cyclique         |
| PBG AT | Pacific Brands                        | Consommation cyclique         |
| TRS AT | The Reject Shop                       | Consommation cyclique         |
| SWM AT | Seven West Media                      | Consommation cyclique         |
| SXL AT | Southern Cross Media Group            | Consommation cyclique         |
| TAH AT | Tabcorp Holdings                      | Consommation cyclique         |
| TTS AT | Tatts Group                           | Consommation cyclique         |
| TEN AT | Ten Network Holdings                  | Consommation cyclique         |
| WTF AT | Wotif.com Holdings                    | Consommation cyclique         |
| CCL AT | Coca-Cola Amatil                      | Consommation non cyclique     |
| FGL AT | Foster's Group                        | Consommation non cyclique     |
| GFF AT | Goodman Fielder                       | Consommation non cyclique     |
| GNC AT | GrainCorp                             | Consommation non cyclique     |
| MTS AT | Metcash                               | Consommation non cyclique     |
| WES AT | Wesfarmers                            | Consommation non cyclique     |
| WOW AT | Woolworths                            | Consommation non cyclique     |
| AQA AT | Aquila Resources                      | Énergie                       |
| AUT AT | Aurora Oil and Gas                    | Énergie                       |
| AWE AT | AWE                                   | Énergie                       |
| BPT AT | Beach Energy                          | Énergie                       |
| BOW AT | Bow Energy                            | Énergie                       |
| CTX AT | Caltex Australia                      | Énergie                       |
| CVN AT | Carnarvon Petroleum                   | Énergie                       |
| CPL AT | Coalspur Mines                        | Énergie                       |
| DTE AT | Dart Energy                           | Énergie                       |
| ESG AT | Eastern Star Gas                      | Énergie                       |
| ERA AT | Energy Resources of Australia         | Énergie                       |
| EXT AT | Extract Resources                     | Énergie                       |
| GCL AT | Gloucester Coal                       | Énergie                       |
| KAR AT | Karoon Gas Australia                  | Énergie                       |
| LNC AT | Linc Energy                           | Énergie                       |
| OSH AT | Oil Search                            | Énergie                       |
| ORG AT | Origin Energy                         | Énergie                       |
| PDN AT | Paladin Energy                        | Énergie                       |
| ROC AT | Roc Oil Co                            | Énergie                       |
| STO AT | Santos                                | Énergie                       |
| WHC AT | Whitehaven Coal                       | Énergie                       |
| WPL AT | Woodside Petroleum                    | Énergie                       |
| WOR AT | WorleyParsons                         | Énergie                       |
| ABP AT | Abacus Property Group                 | Finance                       |
| AMP AT | AMP                                   | Finance                       |
| AAD AT | Ardent Leisure Group                  | Finance                       |
| ASX AT | ASX                                   | Finance                       |
| ALZ AT | Australand Property Group             | Finance                       |
| ANZ AT | Australia & New Zealand Banking Group | Finance                       |
| BOQ AT | Bank of Queensland                    | Finance                       |
| BEN AT | Bendigo and Adelaide Bank             | Finance                       |
| BWP AT | BWP Trust                             | Finance                       |
| CFX AT | CFS Retail Property Trust             | Finance                       |
| CGF AT | Challenger                            | Finance                       |
| CHC AT | Charter Hall Group                    | Finance                       |
| CQO AT | Charter Hall Office                   | Finance                       |
| CQR AT | Charter Hall Retail                   | Finance                       |
| CBA AT | Commonwealth Bank of Australia        | Finance                       |
| CPA AT | Commonwealth Property Office Fund     | Finance                       |
| DXS AT | Dexus Property Group                  | Finance                       |
| FKP AT | FKP Property Group                    | Finance                       |
| GMG AT | Goodman Group                         | Finance                       |
| GPT AT | GPT Group                             | Finance                       |
| HGG AT | Henderson Group                       | Finance                       |
| IAG AT | Insurance Australia Group             | Finance                       |
| IOF AT | Investa Office Fund                   | Finance                       |
| IFL AT | IOOF Holdings                         | Finance                       |
| LLC AT | Lend Lease Group                      | Finance                       |
| MQG AT | Macquarie Group                       | Finance                       |
| MGR AT | Mirvac Group                          | Finance                       |
| NAB AT | National Australia Bank               | Finance                       |
| PPT AT | Perpetual                             | Finance                       |
| PTM AT | Platinum Asset Management             | Finance                       |
| QBE AT | QBE Insurance Group                   | Finance                       |
| SGP AT | Stockland                             | Finance                       |
| SUN AT | Suncorp Group                         | Finance                       |
| WDC AT | Westfield Group                       | Finance                       |
| WRT AT | Westfield Retail Trust                | Finance                       |
| WBC AT | Westpac Banking                       | Finance                       |
| ANN AT | Ansell                                | Santé                         |
| COH AT | Cochlear                              | Santé                         |
| CSL AT | CSL Limited                           | Santé                         |
| MSB AT | Mesoblast                             | Santé                         |
| PRY AT | Primary Health Care                   | Santé                         |
| RHC AT | Ramsay Health Care                    | Santé                         |
| RMD AT | ResMed Inc                            | Santé                         |
| SIP AT | Sigma Pharmaceuticals                 | Santé                         |
| SHL AT | Sonic Healthcare                      | Santé                         |
| AIO AT | Asciano                               | Industrie                     |
| AIX AT | Australian Infrastructure Fund        | Industrie                     |
| BLY AT | Boart Longyear                        | Industrie                     |
| BKN AT | Bradken                               | Industrie                     |
| BXB AT | Brambles                              | Industrie                     |
| CAB AT | Cabcharge Australia                   | Industrie                     |
| CEU AT | ConnectEast Group                     | Industrie                     |
| CSR AT | CSR (en)                              | Industrie                     |
| DOW AT | Downer EDI                            | Industrie                     |
| EHL AT | Emeco Holdings                        | Industrie                     |
| GWA AT | GWA Group                             | Industrie                     |
| HST AT | Hastie Group                          | Industrie                     |
| HIL AT | Hills Holdings                        | Industrie                     |
| LEI AT | Leighton Holdings                     | Industrie                     |
| MAH AT | Macmahon Holdings                     | Industrie                     |
| MQA AT | Macquarie Atlas Roads Group           | Industrie                     |
| MAP AT | MAp Group                             | Industrie                     |
| MRM AT | Mermaid Marine Australia              | Industrie                     |
| MIN AT | Mineral Resources                     | Industrie                     |
| MND AT | Monadelphous Group                    | Industrie                     |
| QAN AT | Qantas Airways                        | Industrie                     |
| QRN AT | QR National                           | Industrie                     |
| SEK AT | Seek                                  | Industrie                     |
| SVW AT | Seven Group Holdings                  | Industrie                     |
| SPT AT | Spotless Group                        | Industrie                     |
| TOL AT | Toll Holdings                         | Industrie                     |
| TSE AT | Transfield Services                   | Industrie                     |
| TPI AT | Transpacific Industries Group         | Industrie                     |
| TCL AT | Transurban Group                      | Industrie                     |
| UGL AT | UGL                                   | Industrie                     |
| VBA AT | Virgin Blue Holdings                  | Industrie                     |
| CRZ AT | carsales.com.au                       | Technologies de l'information |
| CPU AT | Computershare                         | Technologies de l'information |
| IRE AT | Iress Market Technology               | Technologies de l'information |
| SMX AT | SMS Management & Technology           | Technologies de l'information |
| ABC AT | Adelaide Brighton                     | Matériaux                     |
| AQG AT | Alacer Gold                           | Matériaux                     |
| AWC AT | Alumina                               | Matériaux                     |
| AMC AT | Amcor                                 | Matériaux                     |
| AQP AT | Aquarius Platinum                     | Matériaux                     |
| AGO AT | Atlas Iron                            | Matériaux                     |
| ASL AT | Ausdrill                              | Matériaux                     |
| BHP AT | BHP Billiton                          | Matériaux                     |
| BSL AT | BlueScope Steel                       | Matériaux                     |
| BLD AT | Boral                                 | Matériaux                     |
| CDU AT | Cudeco                                | Matériaux                     |
| DML AT | Discovery Metals                      | Matériaux                     |
| DLX AT | DuluxGroup                            | Matériaux                     |
| EAU AT | Eldorado Gold                         | Matériaux                     |
| EQN AT | Equinox Minerals                      | Matériaux                     |
| FBU AT | Fletcher Building                     | Matériaux                     |
| FMG AT | Fortescue Metals Group                | Matériaux                     |
| GBG AT | Gindalbie Metals                      | Matériaux                     |
| GRY AT | Gryphon Minerals                      | Matériaux                     |
| GNS AT | Gunns                                 | Matériaux                     |
| ILU AT | Iluka Resources                       | Matériaux                     |
| IPL AT | Incitec Pivot                         | Matériaux                     |
| IGO AT | Independence Group NL                 | Matériaux                     |
| IAU AT | Intrepid Mines                        | Matériaux                     |
| JHX AT | James Hardie Industries SE            | Matériaux                     |
| KZL AT | Kagara                                | Matériaux                     |
| KCN AT | Kingsgate Consolidated                | Matériaux                     |
| LYC AT | Lynas                                 | Matériaux                     |
| MCC AT | MacArthur Coal                        | Matériaux                     |
| MML AT | Medusa Mining                         | Matériaux                     |
| MCR AT | Mincor Resources NL                   | Matériaux                     |
| MBN AT | Mirabela Nickel                       | Matériaux                     |
| MGX AT | Mount Gibson Iron                     | Matériaux                     |
| MMX AT | Murchison Metals                      | Matériaux                     |
| NCM AT | Newcrest Mining                       | Matériaux                     |
| NUF AT | Nufarm                                | Matériaux                     |
| OGC AT | OceanaGold                            | Matériaux                     |
| OMH AT | OM Holdings                           | Matériaux                     |
| OST AT | OneSteel                              | Matériaux                     |
| ORI AT | Orica                                 | Matériaux                     |
| OZL AT | OZ Minerals                           | Matériaux                     |
| PNA AT | PanAust                               | Matériaux                     |
| PAN AT | Panoramic Resources                   | Matériaux                     |
| PRU AT | Perseus Mining                        | Matériaux                     |
| RRL AT | Regis Resources                       | Matériaux                     |
| RSG AT | Resolute Mining                       | Matériaux                     |
| RIO AT | Rio Tinto                             | Matériaux                     |
| SFR AT | Sandfire Resources NL                 | Matériaux                     |
| SGM AT | Sims Metal Management                 | Matériaux                     |
| SBM AT | St Barbara                            | Matériaux                     |
| SDL AT | Sundance Resources                    | Matériaux                     |
| WSA AT | Western Areas NL                      | Matériaux                     |
| WEC AT | White Energy Co                       | Matériaux                     |
| SGT AT | Singapore Telecommunications          | Télécommunications            |
| TEL AT | Telecom Corp of New Zealand           | Télécommunications            |
| TLS AT | Telstra                               | Télécommunications            |
| TPM AT | TPG Telecom                           | Télécommunications            |
| AGK AT | AGL Energy                            | Services aux collectivités    |
| APA AT | APA Group                             | Services aux collectivités    |
| DUE AT | DUET Group                            | Services aux collectivités    |
| EWC AT | Energy World                          | Services aux collectivités    |
| ENV AT | Envestra                              | Services aux collectivités    |
| HDF AT | Hastings Diversified Utilities Fund   | Services aux collectivités    |
| IFN AT | Infigen Energy                        | Services aux collectivités    |
| SPN AT | SP AusNet                             | Services aux collectivités    |
| SKI AT | Spark Infrastructure Group            | Services aux collectivités    |